# Église Saint-Georges de Vilnius
L'Église Saint-Georges (en lituanien : Šv. Jurgio bažnyčia) est une église catholique romaine de la vieille ville de Vilnius qui a été achevée et consacrée en 1765,,. L'église et le monastère voisin ont été construits par la famille Radziwiłł et ont servi de mausolée familial,,,,. L'église possède un orgue du XVIIIe siècle.

## Galerie

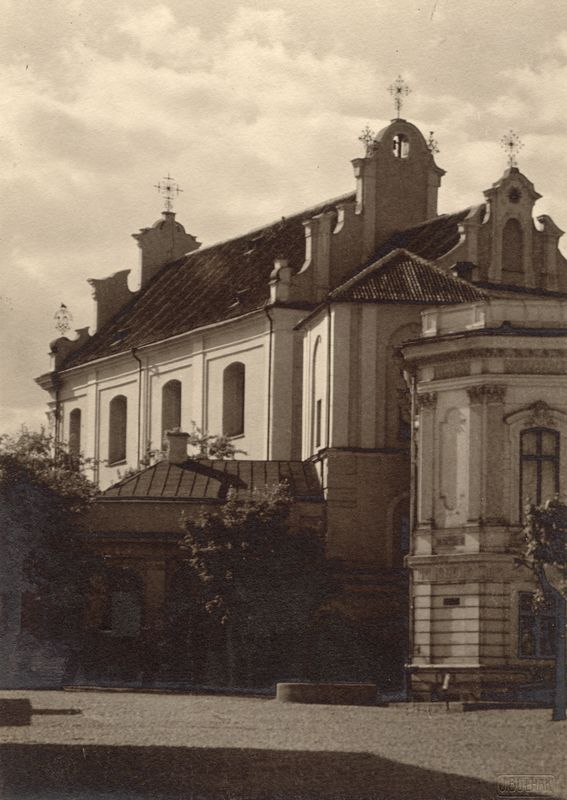
Photo de l'église en 1913
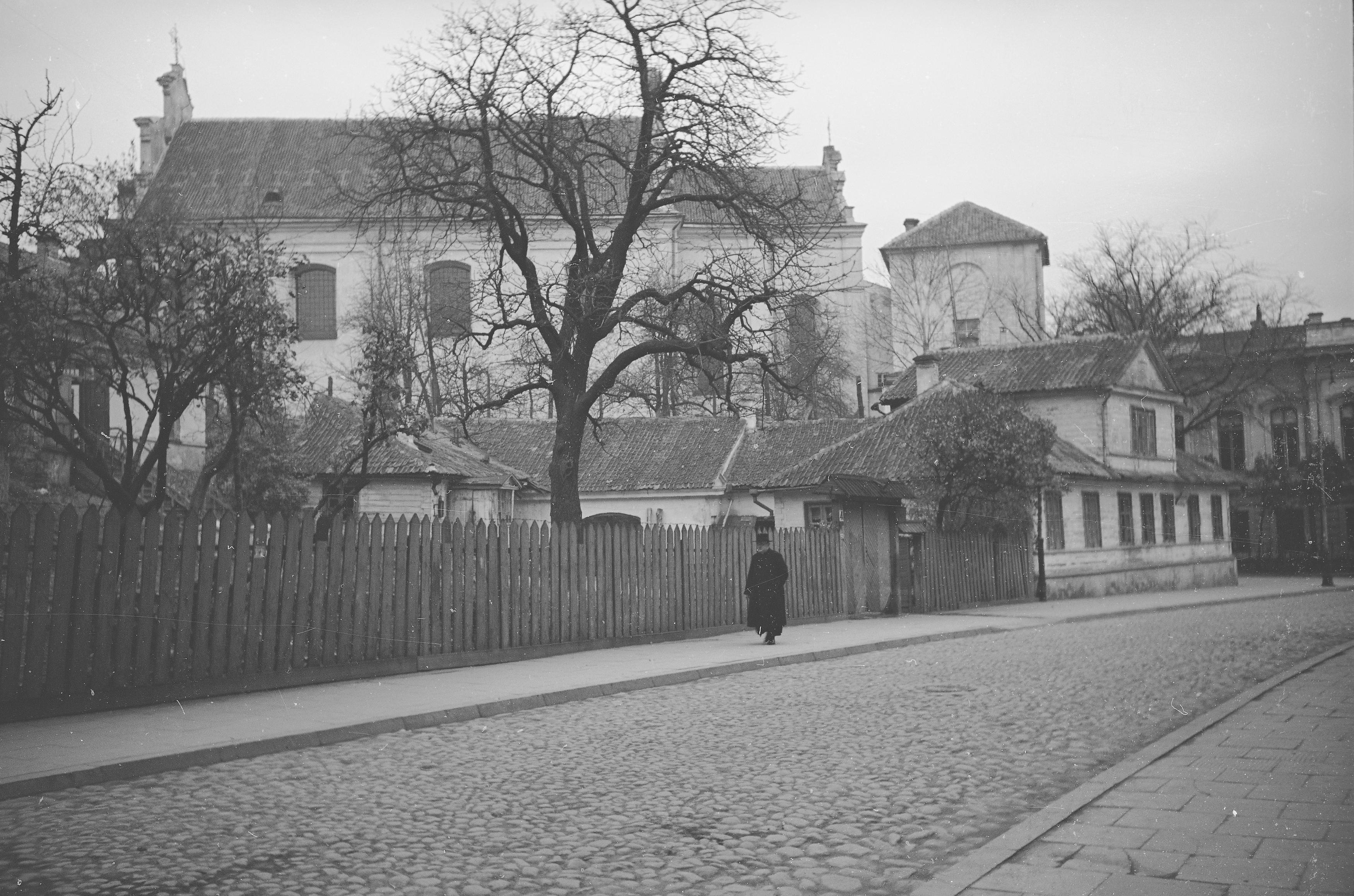
Vue latérale de l'église en 1937
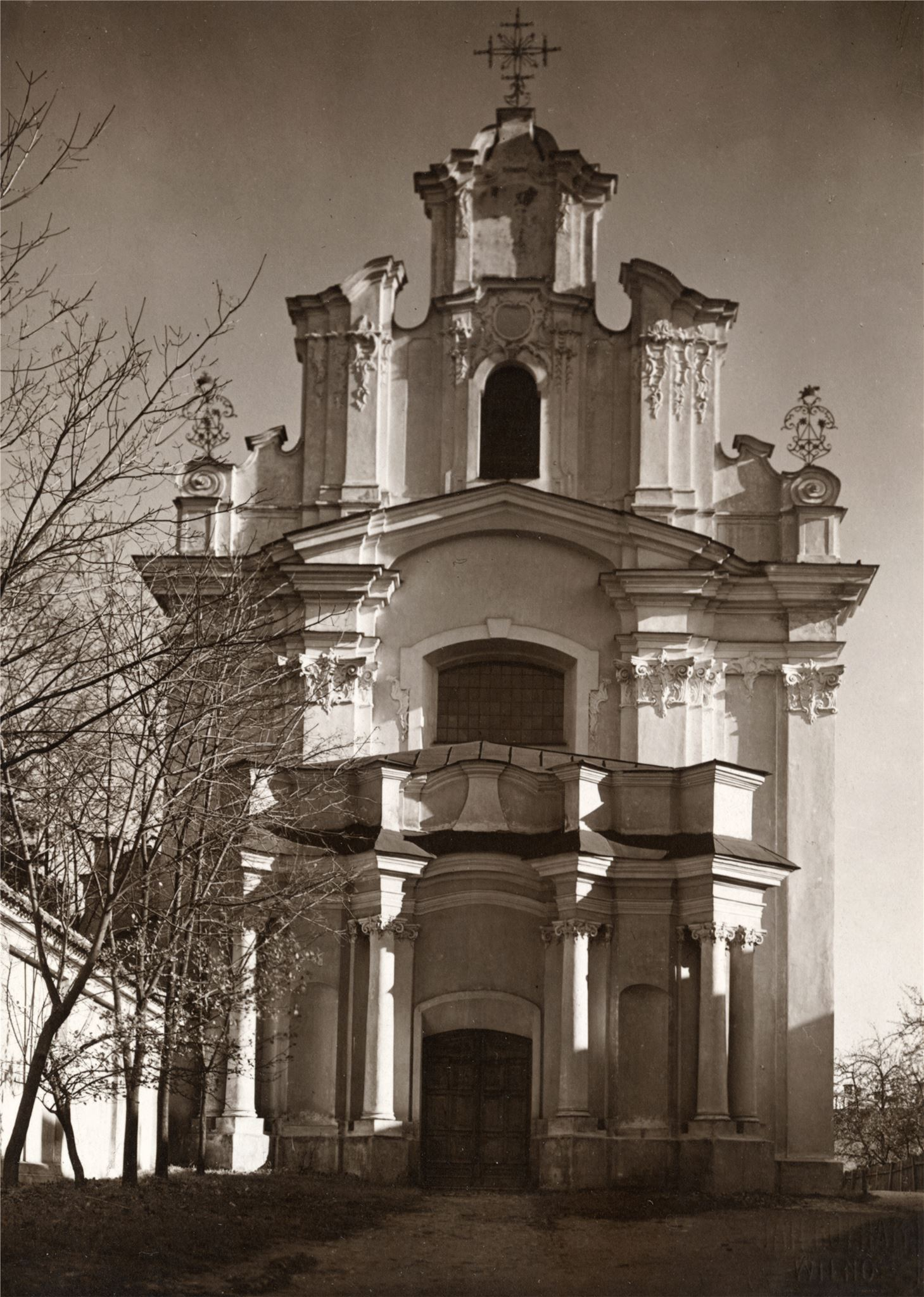
Façade principale de l'église en 1919
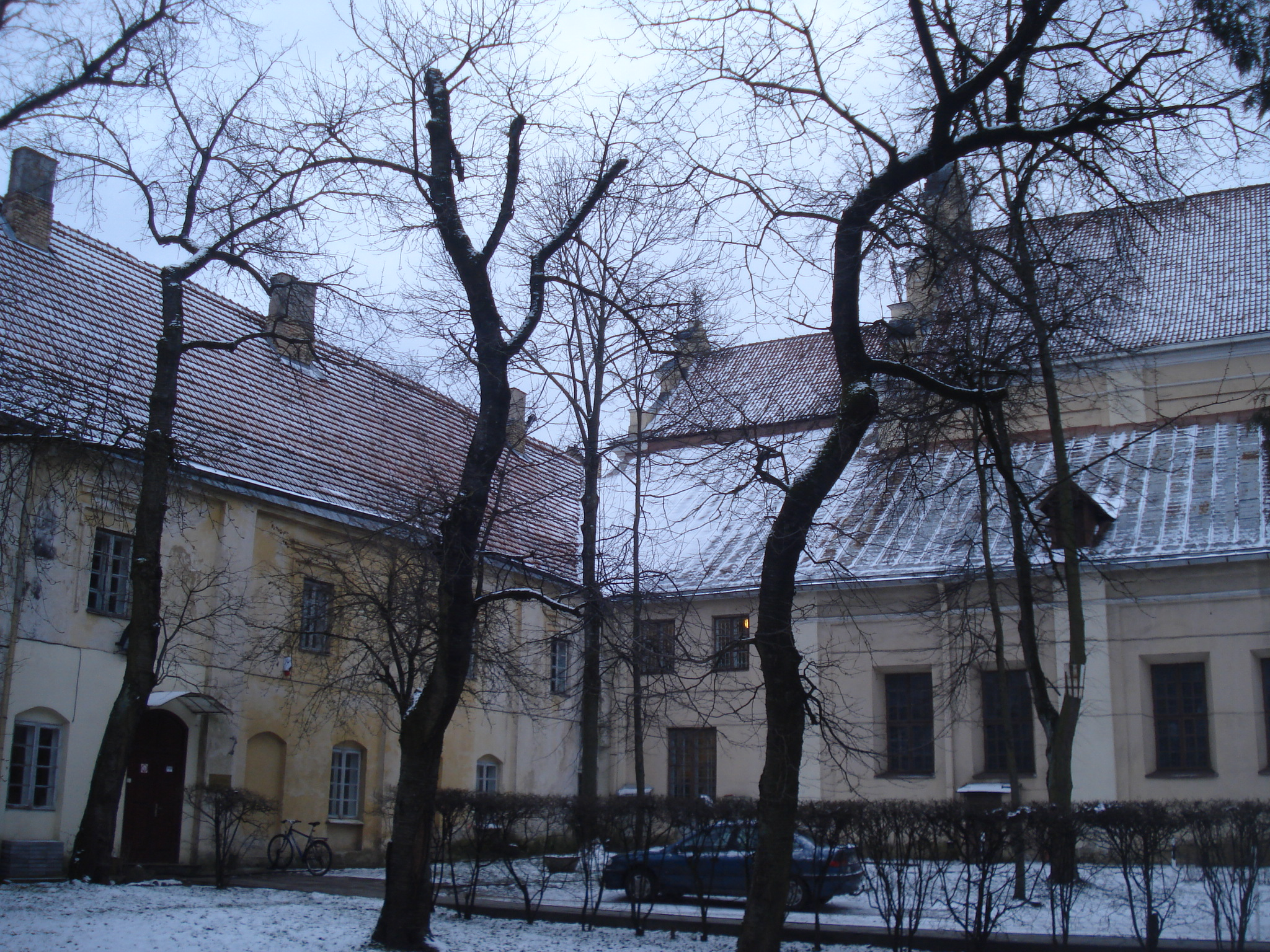
Anciens bâtiments du monastère
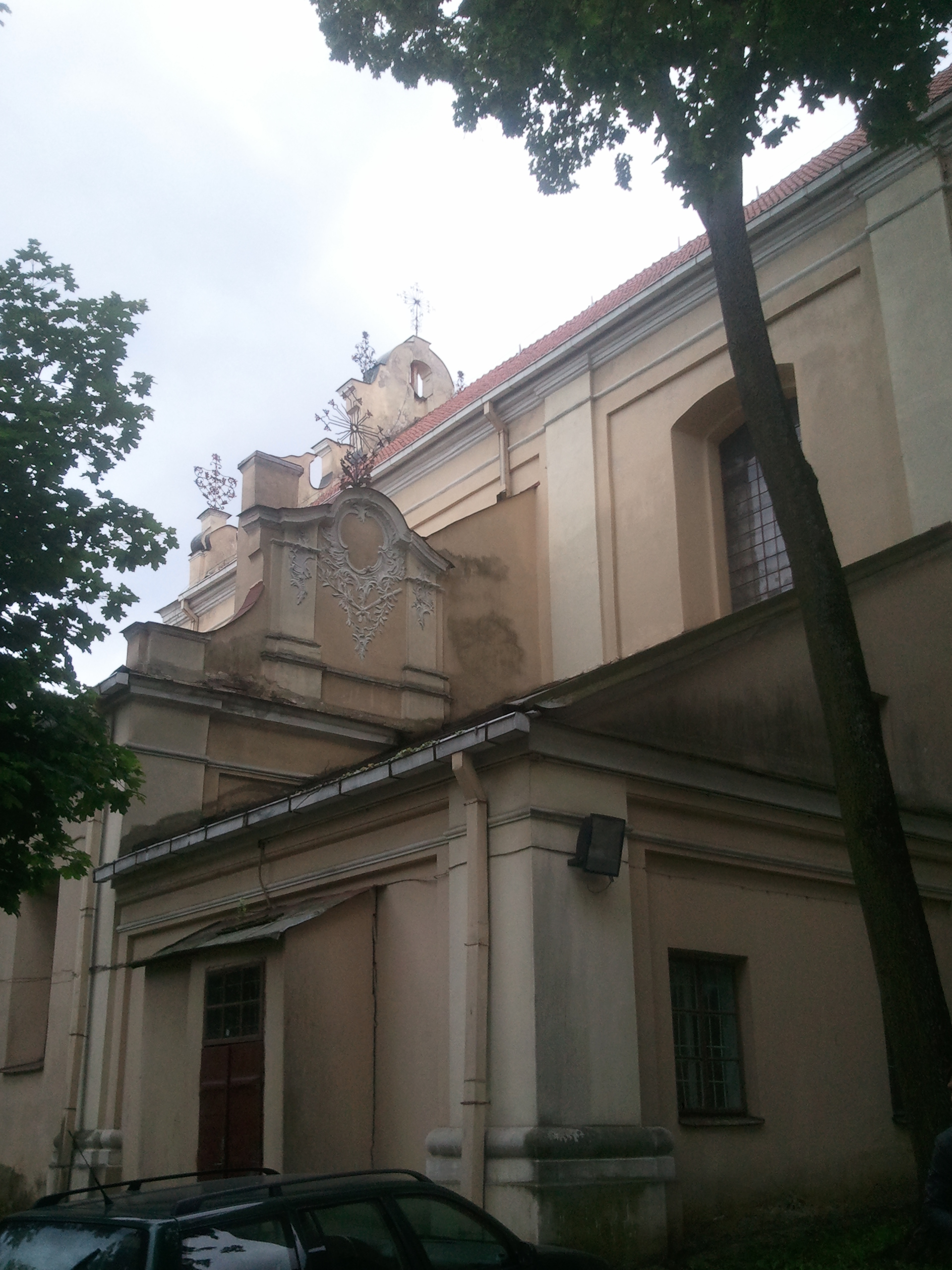
Chapelle Sainte-Barbe
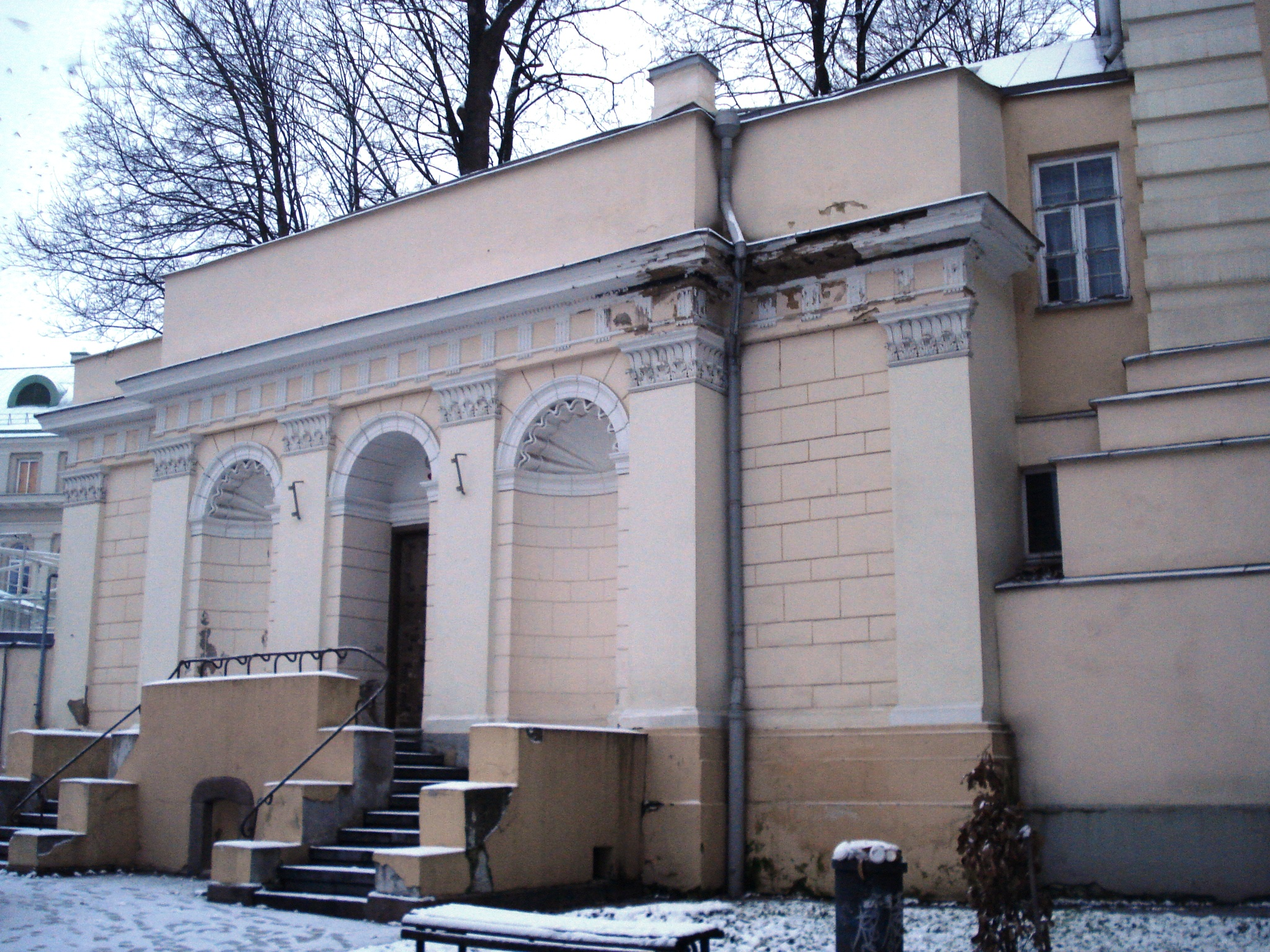
Entrée du complexe
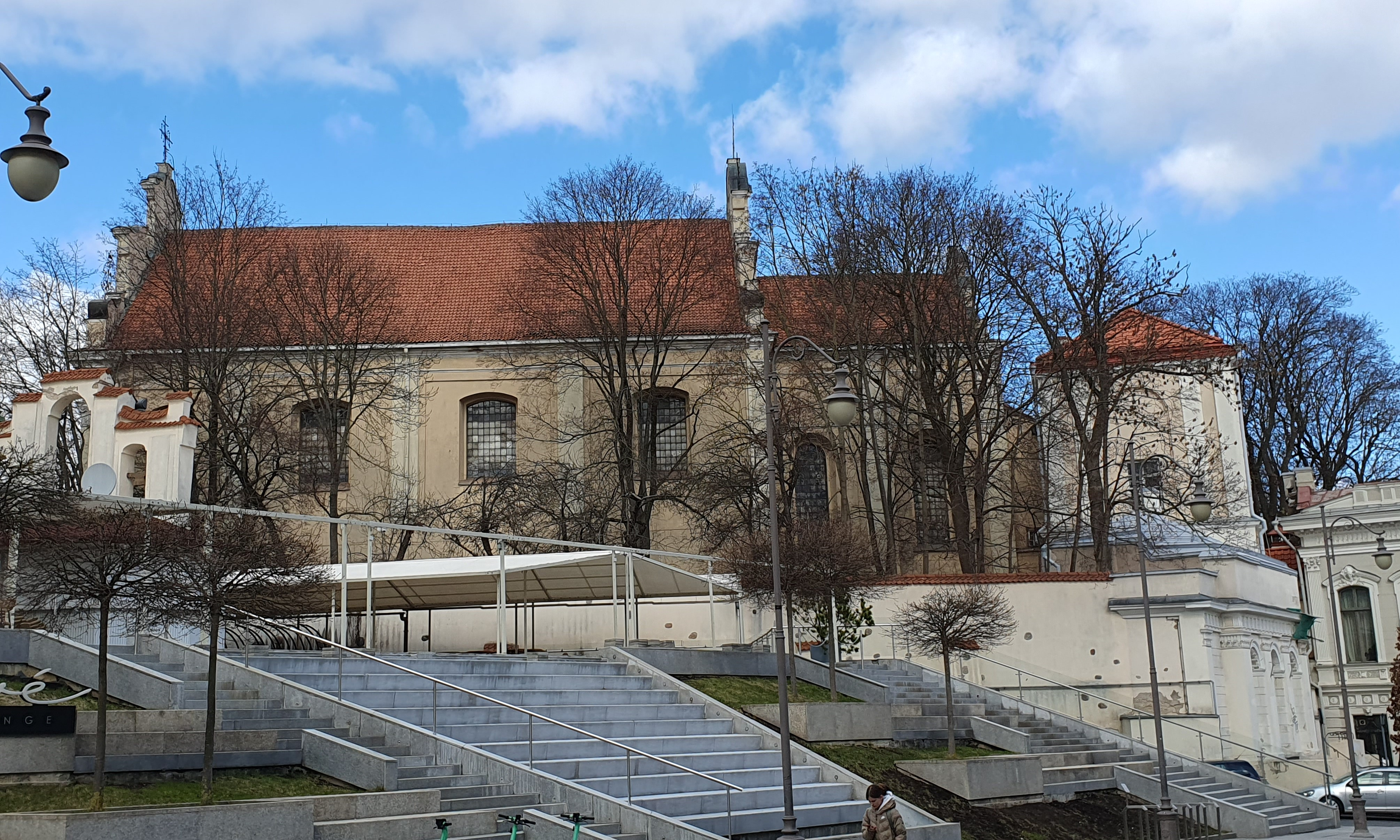
Vue latérale de l'église
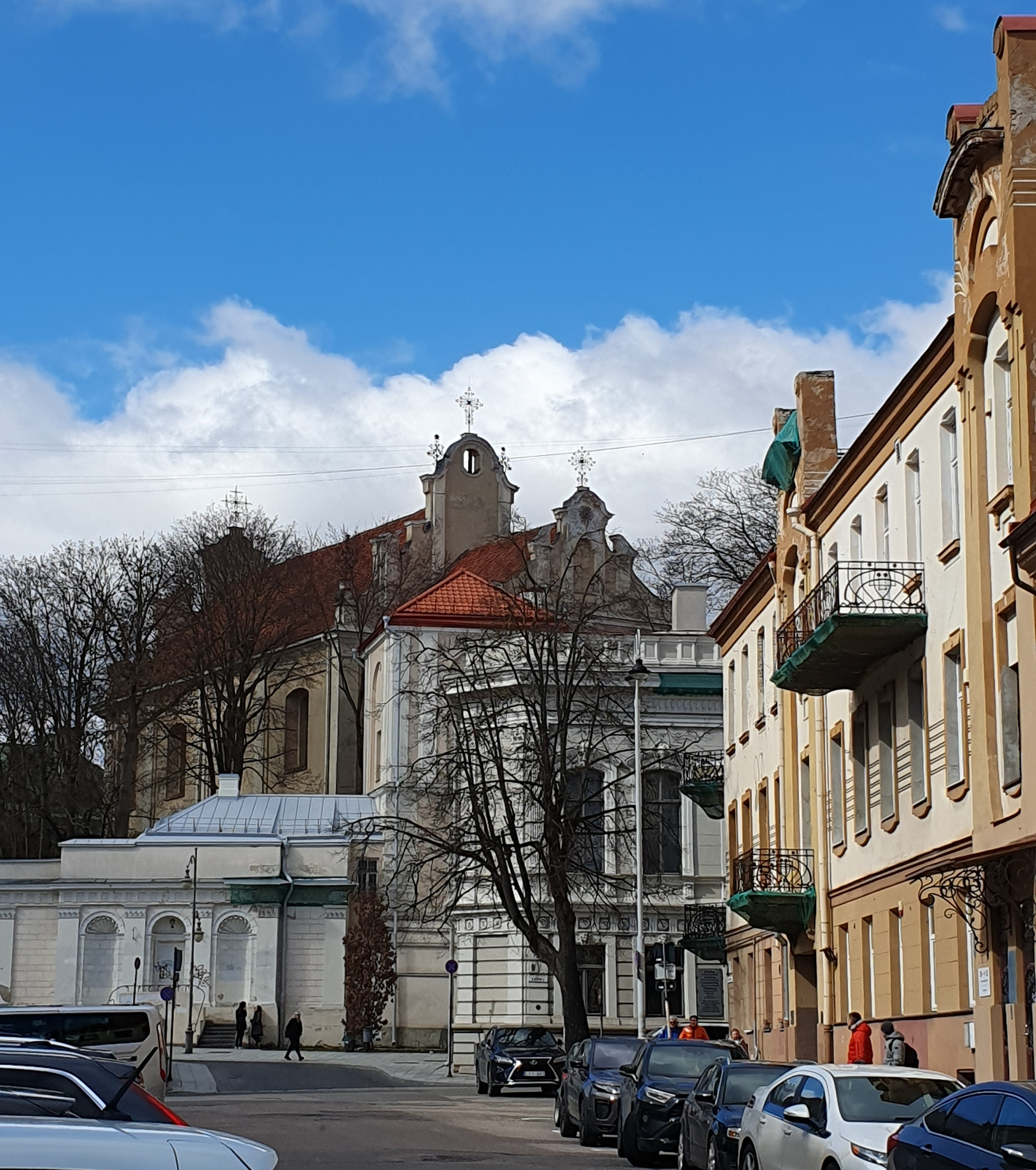
Vue vers l'église depuis une rue de la vieille ville